# Jarawas (peuple)
Ne pas confondre avec un peuple homonyme de l'État de Plateau au Nigeria.
Les Jarawas (en jarawa : Ya-eng-nga) sont un peuple andamanais des îles Andaman dans l'océan Indien, les derniers autochtones survivants de la grande île du sud. Ils sont au nombre d'environ 400 personnes.
« Une grande route traverse désormais leur forêt, déplore Sophie Baillon, porte-parole de l'ONG Survival International. Et certains voyagistes se sont mis à organiser des safaris humains, proposant aux touristes de distribuer des biscuits et des bonbons aux Jarawas ».

## Ethnonyme et groupe linguistique
Les Jarawas se désignent eux-mêmes comme Ya eng nga, soit « vrais hommes » dans le sens d'autochtones. Jarawa est un exonyme qui signifie étrangers en akabea (en), langue aujourd'hui éteinte qui était celle de leurs voisins occidentaux. Les Akabeas, fraction des Akas aujourd'hui disparus, parlaient en effet une langue appartenant à un groupe linguistique différent de celui des Ya eng nga, qui parlent une des deux langues connues du groupe ongan (en). Ces divergences de langues découlent du fait que les Ya eng nga se sont tenus à l'écart des échanges qui ont, en revanche, amené les différents peuples Aka à élaborer un vocabulaire et une syntaxe convergents.
Leur langue est le jarawa (en).

## Population
Les Jarawas, au nombre de 420, étaient, avec les autres tribus des îles Andaman, Sentinelles, Onges et Grands Andamanais, les seuls habitants de l'archipel avant l'arrivée des Britanniques puis des Indiens. Leurs ancêtres ont vraisemblablement fait partie de la première vague de migration venue d'Afrique il y a environ 70 000 ans.

## Mode de vie
Les Jarawas vivent en groupes de 40 à 50 personnes dans leurs maisons appelées des chaddhas. Leur alimentation se compose essentiellement de cochons sauvages, de tortues et de crabes ou de poissons qu’ils pêchent avec des arcs et des flèches dans les récifs coralliens. Ils collectent également des fruits, des racines, des tubercules et du miel. Leurs arcs pour la chasse sont fabriqués à partir du bois chooi que l’on ne trouve pas sur leur territoire. C’est pourquoi ils doivent parcourir quelques kilomètres pour en trouver sur l’île Baratang.
Lors de la collecte de miel sauvage dans les grands arbres, les membres du groupe fredonnent des chants. Pour se prémunir des piqûres des abeilles, les Jarawas mastiquent la sève d’une plante répulsive, l'ooyekwaline, qu’ils pulvérisent sur les insectes. Ce n’est qu’une fois après les avoir pulvérisées qu’ils peuvent prélever leurs rayons pour les emporter dans un panier. Un de leurs rituels consiste à prendre un bain chaque fois qu’ils ont consommé du miel. En 2000 cette population vivait en autosuffisance alimentaire : une étude réalisée cette année-là a révélé que leur statut nutritionnel était jugé optimal. Ils avaient alors une connaissance approfondie de plus de 150 plantes et de 350 espèces d’animaux.

## Un pas vers l'ouverture
En 1998, les Jarawas ont pour la première fois commencé à sortir de leur forêt pour aller découvrir les villes voisines. Avant, ils faisaient preuve d’une grande méfiance envers les personnes qui venaient sur leurs terres pour y chasser. En 1990, un projet amorcé par les autorités locales visant à sédentariser les Jarawas dans des villages où l’économie serait basée sur la pêche et l'agriculture. Mais cette sédentarisation forcée qui avait déjà coûté la vie à d’autres tribus des îles Andaman n’a pas été poursuivie : le projet a été abandonné. En 2004, à la suite d'une campagne menée par Survival, les autorités locales ont annoncé une nouvelle politique : les Jarawas seraient autorisés à déterminer leur propre avenir, et l’intervention du monde extérieur dans leur vie serait maintenue au minimum.

## Menaces
Les Jarawas habitant le dernier carré de forêt tropicale des îles Andaman voient leurs vies menacées. Les investisseurs indiens des entreprises forestières, du bâtiment et du tourisme veulent en finir avec leur mode de vie, les Jarawas représentant à leurs yeux un frein au développement. Dans les années 1970 est construite la « Andaman Trunk Road », route qui traverse leur territoire. Elle est empruntée chaque année par plus de 300 000 touristes qui profitent des plages paradisiaques de l'île, mais certains, par le biais de pots-de-vin, pénètrent dans les réserves pour s'approcher des Jarawas. En 2013, Survival lance un boycott contre le tourisme dans les îles Andaman et ce voyeurisme, dénonçant les pratiques dégradantes de « safaris humains » à l’égard des Jarawas n'auront pas cessé. Ces organisateurs de « safaris humains » ont été condamnés par les autorités qui cherchent à diriger la circulation vers une voie parallèle et une route maritime alternative depuis la capitale de Port Blair.

## Documentaire
Le film d'Alexandre Dereims sur les Jarawa, intitulé Nous sommes l'humanité, est présenté en avant-première au musée Guimet le 12 avril 2018, avant de sortir en salle le 2 mai suivant.